# Melissa Barrera
Melissa Barrera Martínez (Monterrey, 1990. július 4. –) az Egyesült Államokban élő mexikói színésznő.

## Élete és pályafutása
1990. július 4-én született Monterrey-ben. A New York University Tisch School of the Arts művészeti iskolában tanult zenés színházművészetet.
Melissa 2011-ben tűnt fel a mexikói La Academia zenés tehetségkutató műsorban. 2012-ben a mexikói TV Azteca színeiben kezdte színészi karrierjét, a Júdás asszonya és A bosszú angyala című telenovellákban játszott mellékszerepeket. 2014-ben kapta első főszerepét az Elfeledett szerelem című telenovellában, majd 2015-ben a Tanto amor főhősnője volt.
A rövid telenovellás karrierjét követően Barrera visszatért az Egyesült Államokba, ahol 2018-ban a Vida című sorozatban tűnt fel, és huszonkét epizódban játszotta Lyn Hernandez karakterét. 2020-ban megkapta Sam Carpenter szerepét az ötödik Sikoly filmben, amit 2022 januárjában mutattak be az USA-ban. A film meghozta az igazi áttörést Barrera karrierjében. Főszerepet játszott a Végy egy mély lélegzetet című Netflix-sorozatban is, majd a Sikoly VI.-ban is Sam Carpenter szerepében láthattuk. A készülő Sikoly VII.-ben is számoltak vele, azonban 2023 októberében egy nyilatkozata miatt kirúgták a produkcióból. Filmes karrierje ennek ellenére sem tört meg, 2024-ben az Abigail és a Your Monster című horrorfilmekben is főszerepeket kapott.

## Filmográfia

### Film
| Év   | Magyar cím               | Eredeti cím                                 | Szerep         | Magyar hangja   |
| ---- | ------------------------ | ------------------------------------------- | -------------- | --------------- |
| 2014 |                          | L for Leisure                               | Kennedy        |                 |
| 2016 |                          | Manual de principiantes para ser presidente | Brisa Carreiro |                 |
| 2016 |                          | El Hotel                                    | Karina         |                 |
| 2018 |                          | Sacúdete las penas                          | Luisa          |                 |
| 2018 |                          | Dos Veces Tú                                | Daniela        |                 |
| 2021 |                          | In the Heights                              | Vanessa        |                 |
| 2021 |                          | All the World Is Sleeping                   | Chama          |                 |
| 2022 | Sikoly                   | Scream                                      | Sam Carpenter  | Podlovics Laura |
| 2022 | Carmen – Tánc az életért | Carmen                                      | Carmen         |                 |
| 2022 | Ágynyugalom              | Bed Rest                                    | Julie Rivers   |                 |
| 2023 | Sikoly VI.               | Scream VI                                   | Sam Carpenter  | Podlovics Laura |
| 2024 |                          | Your Monster                                | Laura Franco   |                 |
| 2024 | Abigail                  | Abigail                                     | Joey           | Gáspár Kata     |